# Arcuș

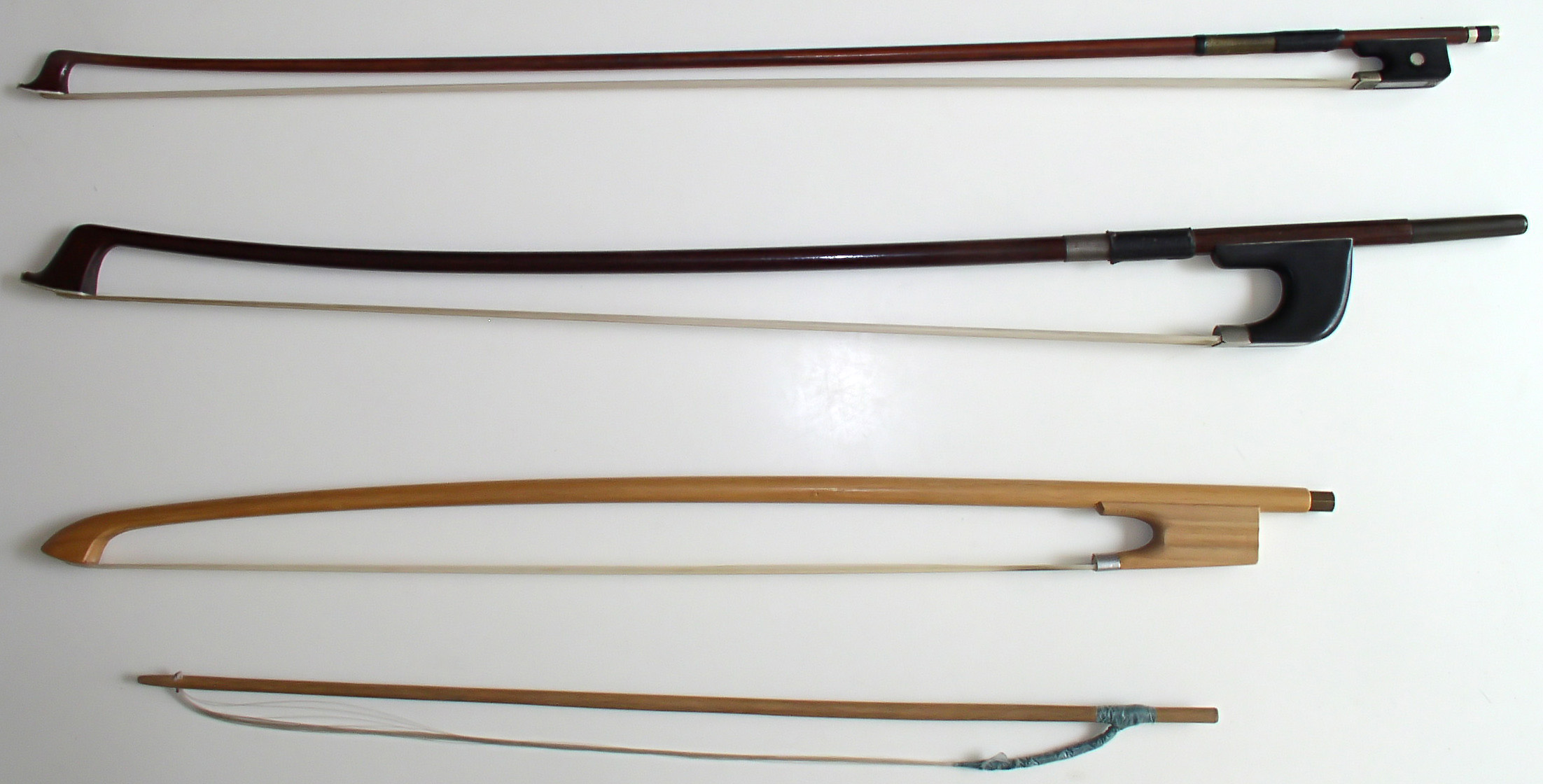
Arcuşuri diferite. De sus în jos: violă, contrabas (sistem german), gadulka și cheman.

Un arcuș este un accesoriu folosit în practica muzicală pentru a permite execuția la felurite instrumente, în special instrumentele cu coarde din familia viorii și familia violei.

## Trăsături. Utilizare

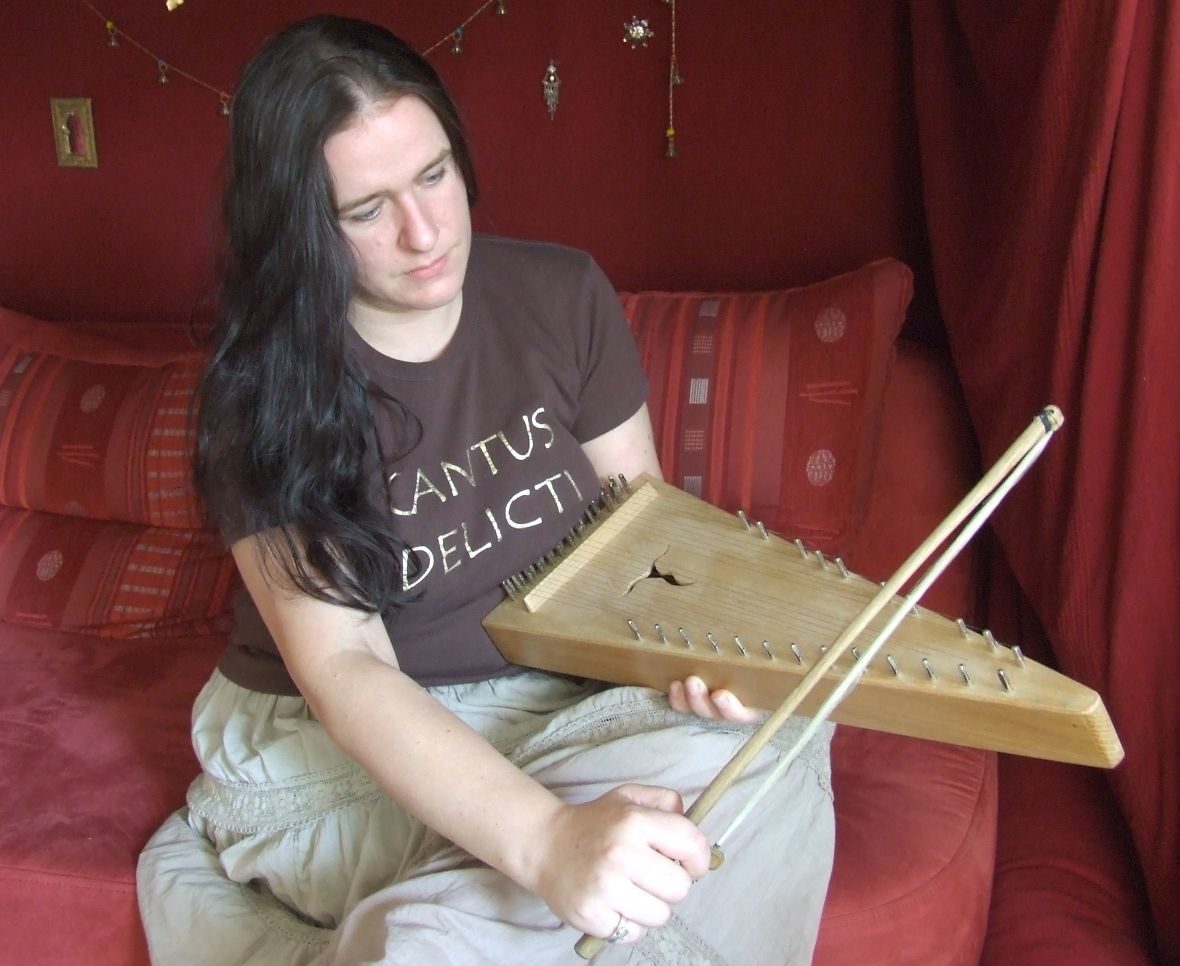
Interpretă la psalterion.

Arcușul este o vergea de lemn între capetele căreia sunt întinse fire de păr din coada calului și care pot în vibrație corzile sau alte părți ale unui instrument prin frecare sau, mai rar, prin lovire. Unul din capetele lemnului are o prelungire de unde arcușul este ținut cu mâna; piesa respectivă are un șurub în interiorul ei, pentru a putea varia tensiunea aplicată asupra firelor de păr.
La instrumentele cu coarde, există o tehnică prin care corzile sunt lovite chiar cu lemnul arcușului – maniera de interpretare se numește col legno (it. „cu lemnul”). Pentru a diminua rezistența la frecare a corzii, firele de păr ale arcușului sunt unse cu colofoniu (numit și sacâz). În mod normal, se evită atingerea firelor arcușului cu mâna în timpul execuției.
Construcția arcușului modern pentru viori (instrumente din familia viorii) folosește o vergea de lemn ușor curbată concav, pentru rezistență mai mare și asigurarea unei dinamici (intensitate sonoră) constante în toate punctele arcușului. Dimpotrivă, arcușele folosite în muzica veche, inclusiv în baroc, aveau lemnul convex, mai puțin rezistent, cu o dinamică aparte (intensitatea maximă se putea obține la jumătatea arcușului și scădea mergând spre capăt). Trebuie remarcat că multe instrumente populare folosesc și astăzi arcușe convexe. Acest model de arcuș explică mai bine denumirea lui (vezi arc).

### Notație muzicală
Există elemente specifice de notație muzicală pentru execuția cu arcuș. La instrumentele în cazul cărora se folosește în mod obișnuit arcușul, prezența lui se notează cu arco; dimpotrivă, ciupirea corzilor cu degetele se notează pizzicato (abrev. pizz.). Notația arco nu va apărea implicit, decât pentru a marca încheierea unui pasaj în pizzicato. Notațiile pentru legato sugerează folosirea unui singur „arcuș” (adică evitarea mișcării arcușului în direcții diferite) pentru mai multe înălțimi succesive. Fără a se nota în partitură, se știe că instrumentele cu o tastieră curbată nu pot ataca simultan mai mult de două corzi vecine; astfel, suprapunerile de mai mult de două înălțimi vor fi cântate arpegiat. Notațiile pentru tremolo sugerează mișcarea rapidă a arcușului, alternativ în cele două direcții. Ele sunt notate distinct, astfel:  (în jos) și  (în sus).
Instrumentele din familia viorii cunosc o multitudine de tehnici care implică notații corespunzătoare, însă prezentarea acestora depășește orizontul acestui articol. În acest sens, vezi execuția la vioară.

### Etichetă
Într-un concert orchestral, momentul în care dirijorul este aplaudat de către spectatori, instrumentiștii aplaudă și ei, mai puțin partidele de coarde cu arcuș. În schimb, aceștia vor lovi în mod repetat pupitrele pentru partituri cu arcușele.

## Instrumente acționate cu arcușul

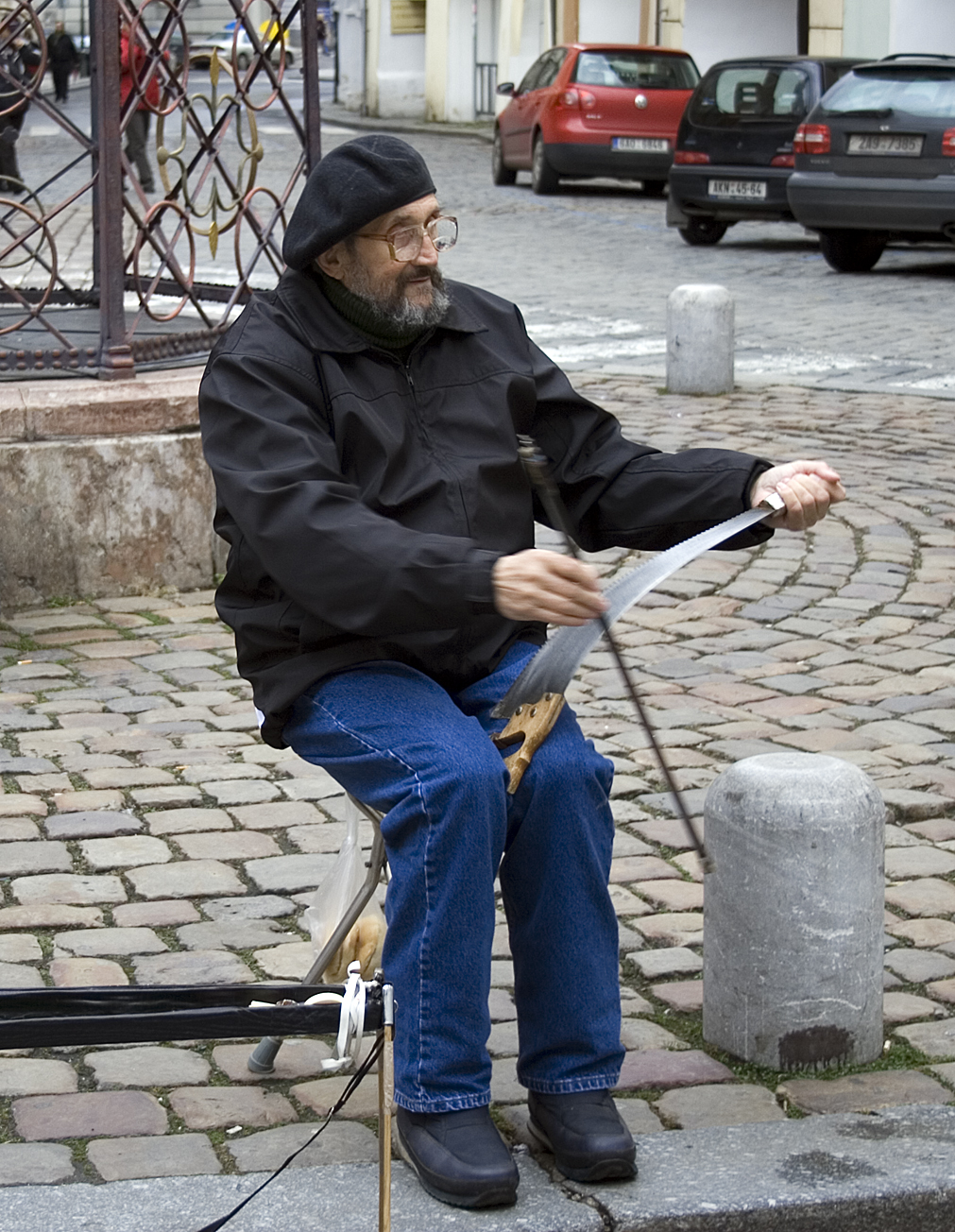
Interpret la ferăstrău.

### Instrumente cu coarde
Precum s-a mai spus, arcușul este folosit cel mai frecvent pentru execuția la instrumente cu coarde din familia viorii (vioară, violă, violoncel și contrabas) și a violei (viola da braccio, viola d'amore, viola da gamba, violone ș.a.).
Între alte instrumente cu coarde acționate cu arcușul se numără: 
chemanul, cobuzul, crota, gadulka, psalterionul, rebecul – instrumente de muzică veche sau instrumente populare. Uneori, acestora li se alătură și chitara, în cazul căreia accesul separat la corzile interioare (altele decât cele două din extremă) este imposibil din pricina dispunerii coplanare a corzilor. Folosirea arcușului la chitara electrică s-a făcut prima oară în anul 1969 de către chitaristul Jimmy Page (în piesa „Dazed and Confused”, înregistrată cu formația Led Zeppelin); mai recent, formația islandeză de post-rock Sigur Rós a reeditat folosirea acestei tehnici.
În jurul anului 1820, a existat un model de chitară cu tastiera curbă, adaptată execuției cu arcușul – ea s-a numit arpeggione și succesul ei a durat doar câțiva ani, din pricina problemelor de construcție. Recent, s-au construit replici ale instrumentului, în variantă acustică sau amplificată electric (de exemplu, GuitarViol).

### Instrumente de percuție
În muzica cultă contemporană, se practică uneori frecarea percuțiilor cu un arcuș. Efectul, subtil ca sonoritate, este aplicat în special la cinele (talgere) puse pe stative, care vor fi frecate pe margine. Chiar și pentru percuții, se va aplica colofoniu asupra firelor arcușului.
Un caz spectaculos este acela al ferăstrăului muzical, care poate fi acționat fie cu arcușul (pentru legato) sau cu un ciocănel (cu un efect percusiv). Pentru dreptaci, mâna stângă îndoaie ferăstrăul pentru a modifica înălțimea sonoră, iar mâna dreaptă freacă arcușul de latura fără zimți a instrumentului. Arcușul e recomandat să fie perpendicular pe ferăstrău în punctul de contact; din acest motiv, arcușul nu trebuie să fie unul lung, pentru a nu îl lovi de podea când ferăstrăul e încordat pentru atingerea unor înălțimi mari. Interpreta Natalia Paruz recomandă alegerea unui arcuș de violoncel tocmai pentru că lemnul său este mai scurt.

### Videografie
- Paruz, Natalia (2007). How to Play the Musical Saw Arhivat în 28 septembrie 2008, la Wayback Machine., curs video pe site-ul ExpertVillage.com Arhivat în 18 august 2008, la Wayback Machine.